# Cnemolia signata
Cnemolia signata là một loài bọ cánh cứng trong họ Cerambycidae.